# U 158 (U-Boot, 1941)
U 158 war ein deutsches U-Boot vom Typ IX C, das im Zweiten Weltkrieg von der deutschen Kriegsmarine eingesetzt wurde.

## Technik und Geschichte
U 158 war für ozeanische Verwendung konzipiert – diese U-Bootklasse wurde daher auch „Ozeanboot“ genannt. Es war ein U-Boot vom Zweihüllentyp und hatte eine Wasserverdrängung von 1.120 t über und 1.232 t unter Wasser. Es hatte eine Länge von 76,76 m, eine Breite von 6,76 m und einen Tiefgang von 4,70 m. Mit den beiden 2.200-PS-Neunzylinder-Viertakt-Dieselmotoren MAN M 9 V 40/46 mit Aufladung konnte eine Höchstgeschwindigkeit über Wasser von 18,3 kn erreicht werden. Bei 10 kn Fahrt konnten 12.000 Seemeilen zurückgelegt werden. Die beiden 500 PS SSM-Doppel-E-Maschinen GU 345/34 hatten 62 × 62 Akku-Zellen AFA Typ 44 MAL 740 W. Es konnte eine Höchstgeschwindigkeit unter Wasser von 7,3 kn erreicht werden. Bei 4 kn Fahrt konnte eine Strecke von 64 Seemeilen zurückgelegt werden. Aus vier Bug- und zwei Hecktorpedorohren konnten 22 Torpedos oder bis zu 44 TMA- oder 66 TMB-Minen ausgestoßen werden. Die Tauchtiefe betrug 100 bis 200 m. Die Schnelltauchzeit betrug 35 Sekunden. Es hatte ein 10,5-cm-Utof-L/45-Geschütz mit 180 Schuss, eine 3,7-cm-Fla-Waffe mit 2.625 Schuss sowie eine 2-cm-Fla-Waffe mit 4.250 Schuss. Ab 1943/44 erfolgte bei diesem Bootstyp der Ausbau der 10,5-cm-Kanone und Einbau von vier 2-cm-Zwillings-Fla-Geschützen mit 8.500 Schuss. Die Besatzungsstärke konnte aus vier Offizieren und 44 Mannschaften bestehen. Die Kosten für den Bau betrugen 6.448.000 Reichsmark.
Der Auftrag für das Boot wurde am 25. September 1939 an die AG Weser in Bremen vergeben. Die Kiellegung erfolgte am 1. November 1940, der Stapellauf am 21. Juni 1941, die Indienststellung unter Kapitänleutnant Erwin Rostin fand schließlich am 25. September 1941 statt.

## Einsatzstatistik
U 158 gehörte vom 25. September 1941 bis zum 31. Januar 1942 als Ausbildungsboot der 4. U-Flottille in Stettin und vom 1. Februar 1942 bis zu seiner Versenkung am 30. Juni 1942 als Frontboot der 10. U-Flottille in Lorient an.
Es absolvierte zwei Unternehmungen, auf denen es 17 Schiffe mit 100.849 BRT versenkt und zwei Schiffe mit 15.264 BRT beschädigt wurden. U 158 wurde am 30. Juni 1942 im Westatlantik durch US-amerikanische Luftstreitkräfte versenkt. Es gab keine Überlebenden.

### Erste Unternehmung
Das Boot lief am 7. Februar 1942 um 14:45 Uhr von Helgoland aus. U 158 operierte im Nordatlantik, dem Westatlantik, vor der USA-Ostküste von Neufundland bis Florida.
Am 10. Februar 1942 um 14:05 Uhr lief das Boot zu Reparaturen und zur Brennstoffergänzung in Bergen ein und am 11. Februar 1942 um 17:55 Uhr wieder von dort aus.
- Am 24. Februar 1942 wurde im Nordatlantik 420 sm südöstlich von St. John’s der britische Tanker Empire Celt (Lage) mit 8.032 BRT durch vier Torpedos versenkt. Der Tanker fuhr in Ballast und war auf dem Weg von New York nach Halifax. Es gab 47 Tote und sechs Überlebende. Das Schiff gehörte zum Konvoi ONS 67 mit 37 Schiffen.

- Am 24. Februar 1942 wurde im Nordatlantik der britische Tanker Diloma mit 8.146 BRT durch zwei Torpedos beschädigt. Er fuhr in Ballast und war auf dem Weg von Liverpool nach Halifax, wo er am 1. März 1942 einlief. Das Schiff gehörte zum Konvoi ONS 67 mit 37 Schiffen.

- Am 1. März 1942 wurde im Westatlantik der britische Tanker Finnanger (Lage) mit 9.551 BRT durch vier Torpedos (zwei Fehlschüsse) sowie Schüssen aus der 10,5-cm- und der 3,7-cm-Kanone versenkt. Er fuhr in Ballast und war auch dem Weg von Greenock nach Curaçao. Die Verluste sind unbekannt. Das Schiff gehörte zum Konvoi ONS 67 mit 37 Schiffen.

- Am 11. März 1942 wurde im Westatlantik der US-amerikanische Dampfer Caribsea (Lage) mit 2.609 BRT durch zwei Torpedos versenkt. Er hatte 3.600 t Manganerz geladen und befand sich auf dem Weg von Santiago de Cuba nach Norfolk. Es gab 22 Tote und sieben Überlebende.

- Am 13. März 1942 wurde im Westatlantik der US-amerikanische Tanker John D. Gill (Lage) mit 11.641 BRT durch zwei Torpedos versenkt. Er hatte 141.981 Barrel Rohöl geladen und befand sich auf dem Weg von Atreco in Texas nach Philadelphia. Es gab 23 Tote und 26 Überlebende. Der Tanker war mit 1 × 5-Zoll-Kanone, 2 × .50-cal- und 2 × .30-cal-Maschinengewehren bewaffnet.

- Am 15. März 1942 wurde im Westatlantik der US-amerikanische Tanker Olean mit 7.118 BRT durch zwei Torpedos beschädigt. Er fuhr in Ballast und war auf dem Weg von Baltimore nach Beaumont. Es gab sechs Tote.

- Am 15. März 1942 wurde im Westatlantik der US-amerikanische Tanker Ario (Lage) mit 6.952 BRT durch einen Torpedo und mit der 10,5-cm- sowie der 3,7-cm-Kanone versenkt. Er fuhr in Ballast und war auf dem Weg von New York nach Corpus Christi. Es gab acht Tote und 28 Überlebende.

Nach 52 Tagen in See und einer zurückgelegten Strecke von 7.416 sm über und 205 sm unter Wasser, lief U 158 am 31. März 1942 wieder in Lorient ein. Kommandant Rostin hatte auf dieser Unternehmung fünf Schiffe mit 38.785 BRT versenkt und zwei Schiffe mit 15.264 BRT beschädigt.

### Zweite Unternehmung
Das Boot lief am 4. Mai 1942 um 20:00 Uhr von Lorient aus. U 158 operierte im Nordatlantik, dem Westatlantik, in der Karibik, vor Kuba, im Golf von Mexiko und bei den Bermudas.
- Am 21. Mai 1942 wurde im Nordatlantik 500 sm ostsüdöstlich der Bermudas der britische Tanker Darina (Lage) mit 8.113 BRT durch Torpedo versenkt. Er fuhr in Ballast und war auf dem Weg von Stanlow nach Texas City. Es gab sechs Tote und 69 Überlebende. Das Schiff gehörte zum aufgelösten Konvoi ON 93 mit 25 Schiffen.

- Am 22. Mai 1942 wurde im Nordatlantik ostsüdöstlich der Bermudas der britische Dampfer Frank B. Baird (Lage) mit 1.748 BRT mit Artillerie versenkt. Er hatte 2.457 t Bauxit geladen und befand sich auf dem Weg von Demerara nach Sydney. Es gab keine Verluste, 23 Überlebende. Die Besatzung von U 158 nahm den Kapitän des Schiffes auf, um ihn zu befragen. Anschließend wurde er mit etwas Verpflegung in einem Rettungsboot ausgesetzt.[1]

- Am 2. Juni 1942 wurde in der Karibik der US-amerikanische Dampfer Knoxville City (Lage) mit 5.686 BRT durch Torpedo versenkt. Er hatte 7.585 t Stückgut geladen und befand sich auf dem Weg von New York und Trinidad nach Suez. Es gab zwei Tote und 52 Überlebende. Das Schiff war mit 1 × 5-Zoll-Kanone, 4 × 20-mm-Kanonen und 2 × .30-cal-Maschinengewehren bewaffnet.

- Am 4. Juni 1942 wurde in der Karibik der norwegische Dampfer Nidarnes (Lage) mit 2.647 BRT durch Torpedo versenkt. Er hatte Stückgut geladen und befand sich auf dem Weg von New Orleans nach Cristóbal. Es gab 13 Tote und elf Überlebende.

- Am 5. Juni 1942 wurde im Golf von Mexiko der US-amerikanische Dampfer Velma Lykes (Lage) mit 2.572 BRT durch Torpedo versenkt. Er hatte 3.629 t Stückgut geladen und befand sich auf dem Weg von Galveston nach Cristóbal (Panama-Kanalzone). Es gab 15 Tote und 17 Überlebende. Das Schiff war mit 1 × 3-Zoll-Kanone und 2 × .30-cal-Maschinengewehren bewaffnet.

- Am 7. Juni 1942 wurde im Golf von Mexiko der panamaische Dampfer Hermis (Lage) mit 5.234 BRT durch Torpedo versenkt. Er hatte Stückgut geladen und befand sich auf dem Weg von New Orleans nach Aruba. Es gab einen Toten und 50 Überlebende.

- Am 11. Juni 1942 wurde im Golf von Mexiko der panamaische Tanker Sheherazade (Lage) mit 13.467 BRT durch Torpedo und Artillerie versenkt. Er fuhr in Ballast und war auf dem Weg von Hampton Roads nach Houston. Es gab einen Toten und 58 Überlebende.

- Am 12. Juni 1942 wurde im Golf von Mexiko der US-amerikanische Tanker Cities Service Toledo (Lage) mit 8.192 BRT durch vier Torpedos versenkt. Er hatte 84.000 Barrel Rohöl geladen und befand sich auf dem Weg von Corpus Christi nach Portland. Es gab 14 Tote und 31 Überlebende. Er war mit 1 × 5-Zoll-Kanone, 2 × .50-cal- und 2 × .30-cal-Maschinengewehren bewaffnet.

- Am 17. Juni 1942 wurde im Golf von Mexiko der panamaische Dampfer San Blas (Lage) mit 3.601 BRT durch Torpedo versenkt. Er fuhr in Ballast und war auf dem Weg von Galveston nach Puerto Barrios. Es gab 33 Tote und 14 Überlebende.

- Am 17. Juni 1942 wurde im Golf von Mexiko der norwegische Tanker Moira (Lage) mit 1.560 BRT durch Torpedo versenkt. Er fuhr in Ballast und war auf dem Weg von New Orleans nach Veracruz. Es gab einen Toten und 18 Überlebende.

- Am 23. Juni 1942 wurde im Golf von Mexiko US-amerikanische Dampfer USS Major General Henry Gibbins (Lage) mit 5.766 BRT durch Torpedo versenkt. Es war ein Versorgungsschiff der US-Flotte mit Heimathafen Washington, die Verluste sind unbekannt.

- Am 29. Juni 1942 wurde im Westatlantik der lettische Dampfer Everalda (Lage) mit 3.950 BRT mit Artillerie angehalten und anschließend durch Öffnen der Bodenventile versenkt. Er hatte unbekannte Fracht geladen und befand sich auf dem Weg von Philadelphia nach Rio de Janeiro. Es gab keine Verluste, 36 Überlebende.

Am 30. Juni 1942 wurde U 158 im Westatlantik durch US-amerikanische Luftstreitkräfte versenkt. Auf dieser 57 Tage dauernden Unternehmung wurden zwölf Schiffe mit 62.536 BRT versenkt.

## Verbleib
U 158 wurde am 30. Juni 1942 im Westatlantik westlich der Bermudas, auf der Position 32° 50′ N, 67° 28′ W im Marine-Planquadrat DC 3924, durch ein Martin PBM Mariner-Flugboot der US-Navy-Squadron VP-74 versenkt. Es war ein Totalverlust mit 54 Toten.